# Robinson Crusoe (film fra 1910)
|  | Denne artikel er oprettet af botten Steenthbot ud fra en ekstern database. Den kan derfor have sproglige fejl eller mangler. Denne skabelon kan fjernes efter kontrol af indholdet. |

 For alternative betydninger, se Robinson Crusoe (flertydig). (Se også artikler, som begynder med Robinson Crusoe)
Robinson Crusoe er en dansk kortfilm instrueret af August Blom.

## Medvirkende
- Einar Zangenberg, Robinson Crusoe
- Franz Skondrup, Fredag